# Historische Bibliothek der Schweizerischen Pharmazie
Die Historische Bibliothek der Schweizerischen Pharmazie ist eine Spezialbibliothek für pharmaziehistorische Literatur. Sie befindet sich im Institut für Medizingeschichte der Universität Bern.

## Geschichte
Die Stiftung "Historische Bibliothek der Schweizerischen Pharmazie" wurde im November 2008 in Bern unter der Schirmherrschaft des Schweizerischen Apothekerverbandes, pharmaSuisse und der Schweizerischen Gesellschaft für Geschichte der Pharmazie gegründet. Sie hat zum Ziel Bücher, Drucke, Fotografien und Archivmaterial von historischem Interesse für die Schweizer Pharmazie zu erwerben, zu konservieren und zur Geltung zu bringen. Es handelte sich darum, einen grossen Fundus von alten Büchern, von Zeitschriften und von verschiedenen Dokumenten, die in einem Keller bei pharmaSuisse in Bern gelagert waren, zu retten. Es wurde ein Vertrag mit dem Institut für Medizingeschichte der Universität Bern unterschrieben, wo sich der Hauptfundus der Bibliothek heute befindet.

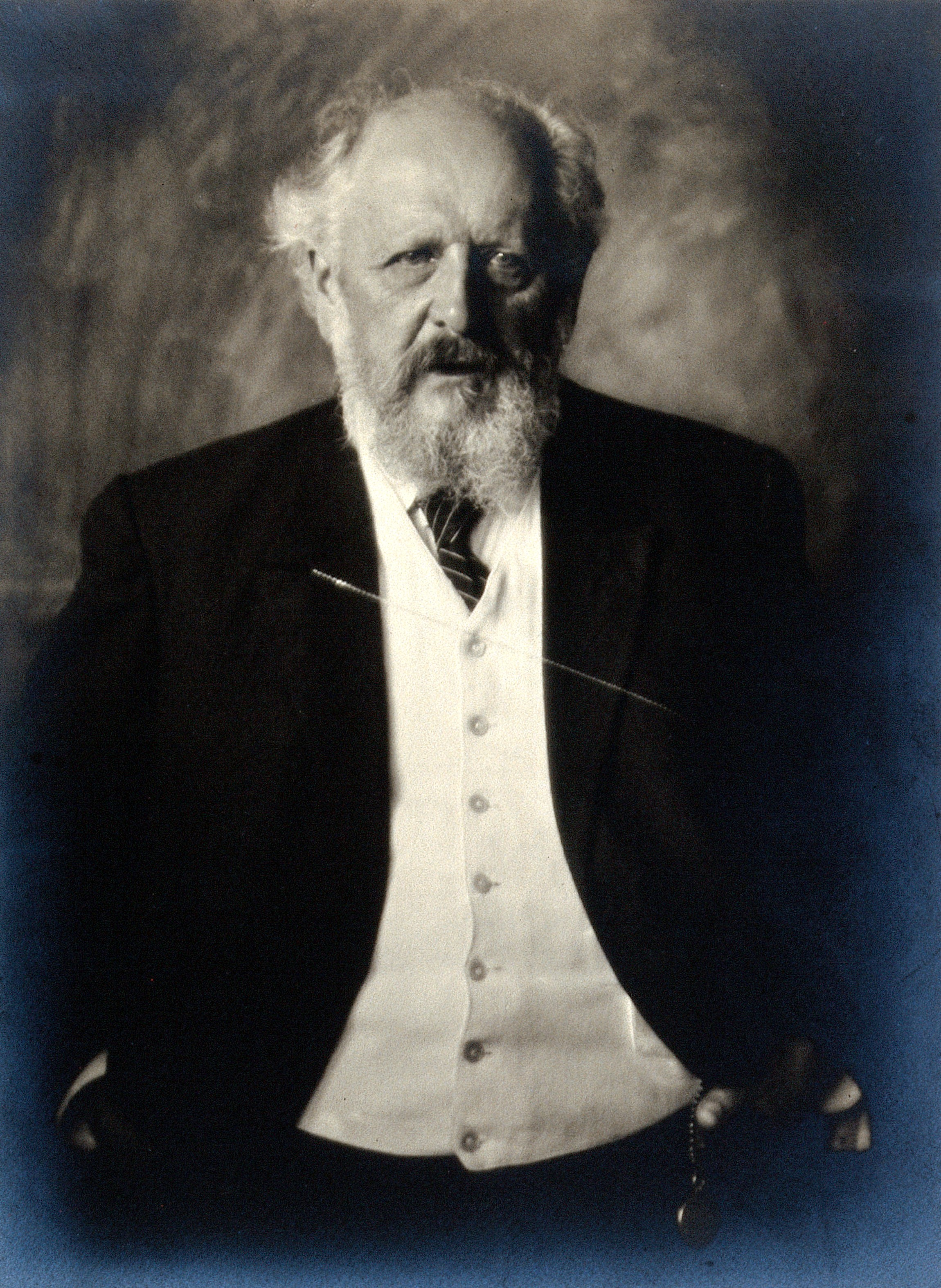
Alexander Tschirch

## Bestände
Die Sammlung umfasst mehr als 6000 Einheiten. Sie besteht aus Werken aus allen pharmazeutischen Wissenschaften mit einem Schwerpunkt auf botanischen Werken und solchen, die den Arzneischatz beschreiben. Diese oft illustrierten Bände entsprechen dem Interesse des Berner Professors Alexander Tschirch, der viel zur Entwicklung der Bibliothek vor und nach 1900 beitrug. Die älteren Bücher, die „Rara“, die vor 1800 erschienen, bilden einen Schatz von mehreren hundert Büchern und enthalten einige Schmuckstücke, die meistens von Tschirch gesammelt worden sind.
Der Bestand wurde vollständig katalogisiert und ist auf der Website der Universitätsbibliothek Bern zu finden.

## Bedeutende Werke
- Regimen sanitatis cum expositione magistri Arnaldi de Villa Nova Cathellano noviter impressus, Venedig, um 1500.
- Ricettario fiorentino, Florenz, 1567.
- Pharmacopoea Persica ex idiomate Persico in Latinum conversa, Paris, 1681.
- Mosis Charas Pharmacopoea regia, galenica et chymica, Genf, 1683.
- Histoire générale des drogues / par le Sieur Pomet, Paris, 1735.
- Pharmacopoea Borussica, Berlin, 1801.
- Pharmakognosie des Pflanzenreiches / von F.A. Flückiger, Berlin, 1891.
- Anatomischer Atlas der Pharmakognosie und Nahrungsmittelkunde / A. Tschirch, O. Oesterle, Leipzig, 1893.

## Stiftungsrat
- François Ledermann, Bern, Präsident
- Ursula Hirter-Trüb, Basel, Vize-Präsidentin
- Manfred Fankhauser, Langnau
- Regula Willi-Hangartner, Brunnen
- Stefan Fritz, Bern
- Pia Burkhalter
- Sara Ruppen
- Ulrich Schaefer, Liebefeld

Kurator: François Ledermann, Bern